# Vincent Bounoure
Vincent Bounoure (* 20. April 1928 in Strasbourg, Département Bas-Rhin; † 15. Januar 1996 in Paris) war ein französischer surrealistischer Dichter und Schriftsteller.

## Leben
Nach der Schulzeit in seiner Heimatstadt ging Bounoure nach Nancy (Département Meurthe-et-Moselle), um an der École des Mines de Nancy Montanwissenschaften zu studieren.
Vincent Bounoure war mit Micheline Bounoure (1924–1981) verheiratet und war Kunstexperte für Neuirland und den Pazifischen Ozean.
Ab 1955 war er einer der aktivsten Mitglieder der Gruppe um André Breton. Durch diesen machte Boumoure auch die Bekanntschaft mit Jean-Louis Bédouin und gehörte 1960 zu den Unterzeichnern des Manifest der 121.
Von Mai 1975 bis Januar 1976 waren Maria Regina Pilla Paranagua und Paulo Antônio de Paranaguá im Rahmen der Operation Condor entführt. Micheline und Vincent Bounoure fanden bei der Vierte Internationale Verbündete bei ihrem Kampf für das lebende Wiederauftauchen der Surrealisten.

## Schriften (Auswahl)
Viele Artikel in den Zeitschriften und Journalen wie Le Surréalisme, Bief, von 1958 bis 1969 in La Brèche sowie L’Archibras.